# Esclerofilia

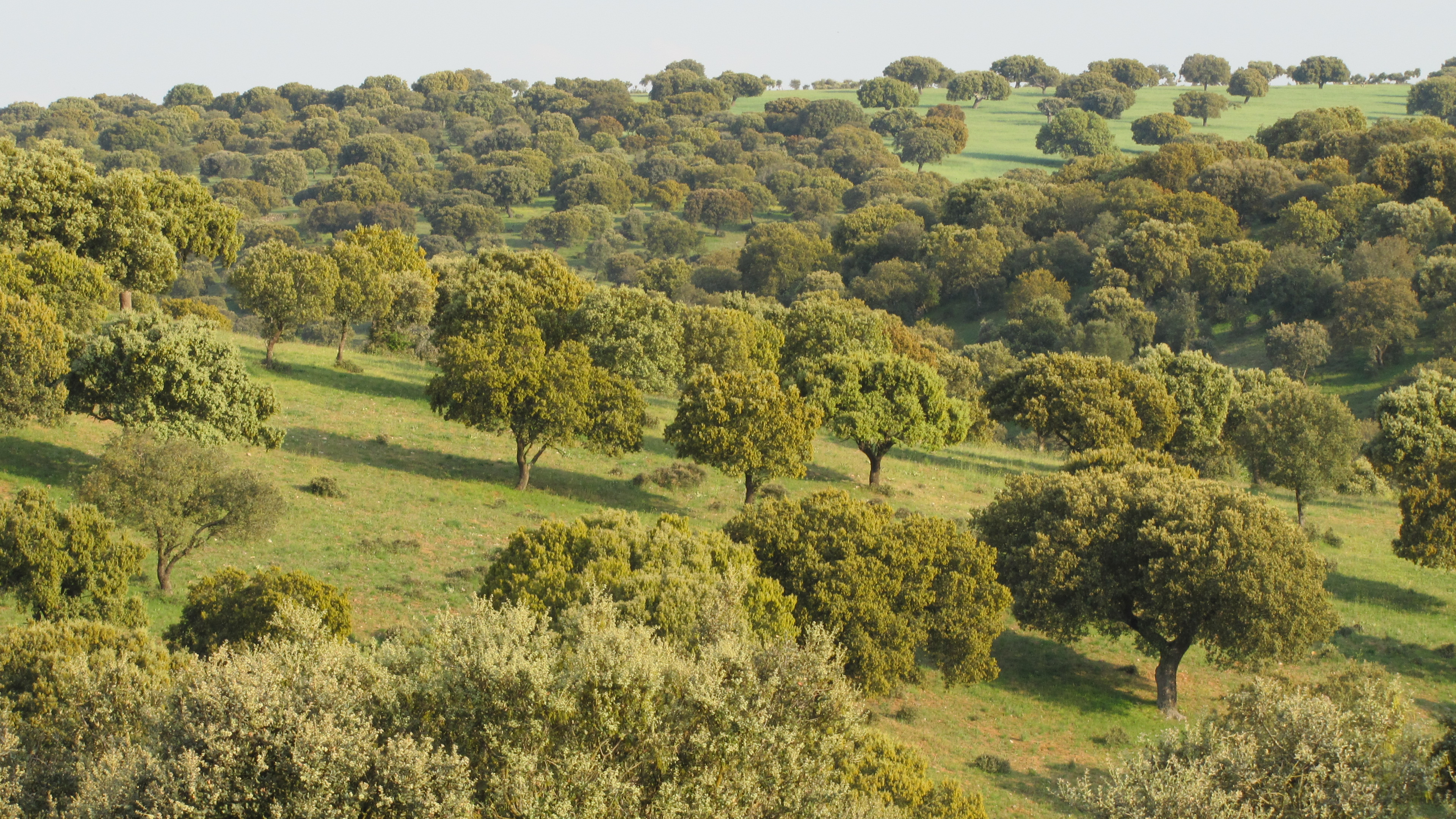
Floresta esclerófila (Salamanca, Espanha).

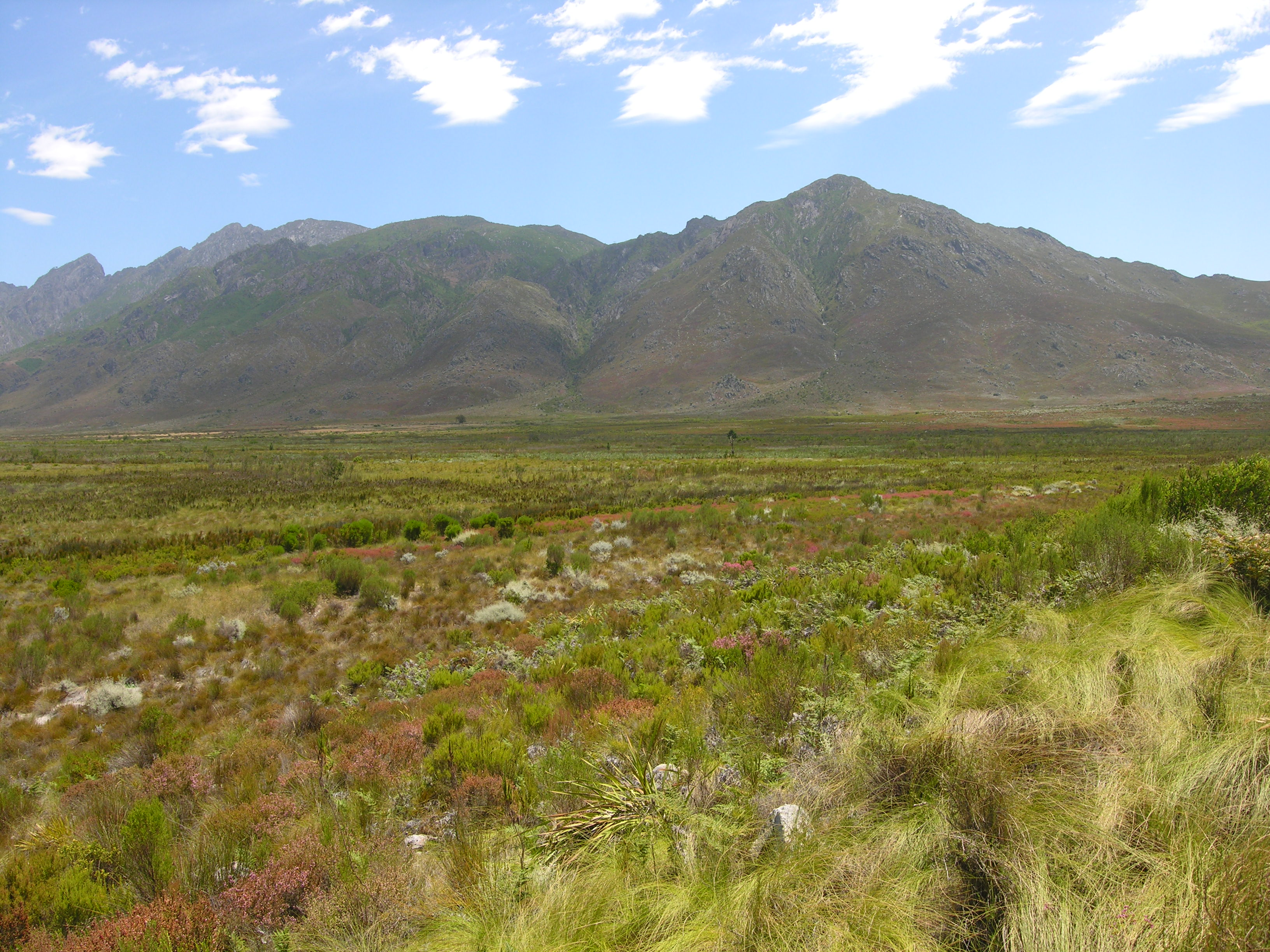
Fynbos (África do Sul).

Esclerofilia (do grego «σκληρός» sklērós, 'duro', e «φύλλον» phýllon, 'folha') é a designação dada em fitogeografia e ecologia à adaptação a longos períodos de secura e calor que alguns tipos de vegetação apresentam. Estas formações, designadas por esclerófilas, são caracterizadas pela predominância de espécies arbóreas e arbustivas providas de folhas duras, orientadas em direcção paralela ou oblíqua em relação à radiação solar dominante, e entrenós curtos (os entrenós são as distâncias entre os nós foliares).

## Descrição
A vegetação esclerófila é dominada pelas espécies com folhas endurecidas, recobertas por uma cutícula protectora, inseridas obliquamente em relação à direcção de máxima radiação solar em caules com entrenós curtos.
O termo deriva do grego sklēros (duro) e phyllon (folha) e foi cunhado por A.F.W. Schimper em 1898 (traduzido para inglês em 1903), originalmente como um sinónimo de xeromorfo, mas posteriormente evoluindo para o seu significado presente.
Plantas com adaptação à secura do tipo esclerófilo ocorrem em múltiplas regiões e em diferentes biomas, mas são mais características do chaparral e formações similares, típicas de zonas com precipitação anual escassa ou secas sazonais frequentes e solos pobres fortemente lixiviados, como em partes da Austrália, partes da África subtropical, o oeste da América do Norte e partes da América do Sul. Também se encontram nos biomas mediterrânicos que cobrem a bacia do Mediterrâneo, nos chaparrais da Califórnia, Argentina, Paraguai e Brasil, no matorral do Chile, no fynbos da Província do Cabo da África do Sul, no interior de Madagáscar, na metade seca da Nova Caledónia e nos bosques próximos destas áreas.
Todas estas formações têm em comum a presença dominante de espécies lenhosas de folhas duras e dimensões tais que se podem classificar como arbustivas ou arborescentes. Essas associações são designadas, consoante a região, por maquis, espinal, chaparral, garriga, arrayan, estepe espinhosa, matorral arborescente, matorral espinhoso e designações similares.
As espécies vegetais com este tipo de adaptação tendem as ser perenifólias e com grande longevidade, com crescimento lento, não apresentando perda de folhas durante a estação desfavorável. Em consequência, os matagais que compõem estes ecossistemas são do tipo perenifólio persistente "sempreverde", para além de neles predominarem as plantas, mesmo as herbáceas, com folhas coreáceas, ou "duras", recobertas por uma grossa capa coreácea designada por cutícula, a qual impede a perda de água durante a época de secura. As estruturas aéreas e subterrâneas destas plantas estão modificadas para poderem compensar as carências hídricas que possam condicionar a sua sobrevivência.